# Odynerus tectus
Odynerus tectus är en stekelart som beskrevs av Fabricius. Odynerus tectus ingår i släktet lergetingar, och familjen Eumenidae.

## Underarter
Arten delas in i följande underarter:
- O. t. rhynchoides
- O. t. inclinans
- O. t. sinaiticus
- O. t. pseudolateralis
- O. t. euryspilus